# Cylicobdella joseensis
A Cylicobdella joseensis é uma espécie de anelídeo descrita pela primeira vez por Grube e Örsted em 1859.
A Cylicobdella joseensis pertence ao género Cylicobdella e à família Cylicobdellidae. Nenhuma subespécie está listada na Catalogue of Life.